# Luana Ross
Luana K. Ross é uma sociólogo nativo americano da nação Flathead. Ela recebeu seu diploma de bacharel da Universidade de Montana, em 1979, e seu doutorado na Universidade de Oregon, em 1992. Desde 1999, ela tem sido um membro do corpo docente da Universidade de Washington do departamento de Estudos sobre as Mulheres. Ross é também o autor de Inventando o Savage: a Construção Social da Criminalidade americano, publicado em 1998.
Em janeiro de 2010, ela foi nomeada para ser o próximo presidente dos Salish Kootenai College, em vigor em julho do mesmo ano.